# Heteroctenia quadrataria
Heteroctenia quadrataria är en fjärilsart som beskrevs av Walker 1860. Heteroctenia quadrataria ingår i släktet Heteroctenia och familjen mätare. Inga underarter finns listade i Catalogue of Life.